# John Clayton Nienstedt
John Clayton Nienstedt (Detroit, 18 marzo 1947) è un arcivescovo cattolico statunitense.

## Primi anni di vita e formazione
Monsignor John Clayton Nienstedt è nato a Detroit il 18 marzo 1947 ed è il secondo dei sei figli di John C. ed Elizabeth S. (nata Kennedy). Ha due fratelli, Richard e Michael, e tre sorelle, Barbara, Mary, e Corinne.
Nel 1969 ha conseguito un Bachelor of Arts presso il seminario maggiore del Sacro Cuore di Detroit, prima di approfondire i suoi studi presso la Pontificia Università Gregoriana di Roma dove, nel 1972, si è laureato in teologia. Il 29 aprile 1972 è stato ordinato diacono presso il Pontificio collegio americano del Nord. Poi ha conseguito la licenza e, nel 1977, il dottorato in teologia presso l'Accademia alfonsiana con una tesi intitolata Human Life in a Test Tube. The Moral Dimension of in vitro Fertilization and Embryo Transfer (La vita umana in una provetta. La dimensione morale della fecondazione in vitro e del trasferimento di embrioni).

## Ministero sacerdotale
Al suo ritorno negli Stati Uniti, è stato ordinato presbitero il 27 luglio 1974. In seguito ha servito come vicario parrocchiale presso la parrocchia degli Angeli Custodi fino al 1976. Poi è diventato segretario del cardinale John Francis Dearden e docente di teologia morale a tempo parziale presso il seminario provinciale St. John di Plymouth nel 1977. Ha poi servito come collaboratore domenicale nella parrocchia di San Fabiano a Farmington Hills e nella parrocchia della Madonna Addolorata a Farmington, prima di diventare vicario generale dell'arcidiocesi di Detroit nel 1979. Nel 1978 aveva accompagnato il cardinale Dearden al conclave dell'agosto 1978 dove ha incontrato il futuro papa Giovanni Paolo II.
Nel 1980 è stato assegnato alla sezione inglese della Segreteria di Stato della Santa Sede. Durante la sua permanenza a Roma è stato anche cappellano dell'ospedale pediatrico Bambino Gesù (1980 - 1983) e dei religiosi della Congregazione di Santa Croce (1981 - 1984). Nel 1985 ha conseguito un secondo dottorato in teologia presso l'Accademia alfonsiana.
Dopo il suo ritorno in patria avvenuto, nei primi mesi del 1986, è stato nominato vicario parrocchiale temporaneo nella chiesa di St. Regis a Birmingham e professore aggiunto di teologia morale presso il seminario dei Santi Cirillo e Metodio di Orchard Lake. Nel luglio dello stesso anno è diventato parroco di San Patrizio a Union Lake. Nel 1987 è stato chiamato a dirigere la riorganizzazione della sua alma mater, il seminario del Sacro Cuore, di cui è diventato rettore l'anno successivo. Nel 1990 è stato nominato prelato d'onore di Sua Santità e poi, nel 1994, parroco del Santuario nazionale della Piccola Fiore di Royal Oak.

## Ministero episcopale
Il 12 giugno 1996 papa Giovanni Paolo II lo ha nominato vescovo ausiliare di Detroit e titolare di Alton. Ha ricevuto l'ordinazione episcopale il 9 luglio successivo dall'arcivescovo di Detroit Adam Joseph Maida, coconsacranti i cardinali James Aloysius Hickey, arcivescovo di Washington ed Edmund Casimir Szoka, presidente della Prefettura degli affari economici della Santa Sede. Come motto episcopale ha scelto l'espressione: Ut Omnes Unum Sint, che significa "perché tutti siano una sola cosa" (Gv 17,21).
In qualità di vescovo ausiliare ha servito come vicario episcopale per i vicariati di Dearborn, Downriver, Monroe, Wayne nord-occidentale, Southland e Wayne occidentale.

### Vescovo di New Ulm
Il 12 giugno 2001 è stato nominato terzo vescovo di New Ulm in sostituzione di monsignor Raymond A. Lucker, dimessosi per malattia dopo che gli è stato diagnosticato un melanoma. Ha preso possesso della diocesi il 6 agosto successivo. Ha denunciato i punti di vista più progressista del suo predecessore poco dopo il suo arrivo. Nonostante si sia sempre dichiarato "innamorato della liturgia tridentina", nel 2005 ha negato la richiesta da parte della famiglia di un fedele defunto di essere sepolto secondo il rito tridentino. In risposta al caso Terri Schiavo, ha dichiarato: "Il suo caso dimostra la disparità che esiste in questo Paese tra le leggi ed i principi morali di base. Anche se non possiamo legiferare sulla moralità, non dobbiamo legiferare sulla immoralità".
Durante il suo mandato, è stato anche presidente del Comitato sulla formazione sacerdotale e membro del comitato ad hoc sulla cura dei problemi di salute nella Chiesa della Conferenza episcopale degli Stati Uniti.

### Arcivescovo di Saint Paul e Minneapolis
Il 24 aprile 2007 papa Benedetto XVI lo ha nominato arcivescovo coadiutore di Saint Paul e Minneapolis. In questo ruolo ha servito come successore designato dell'arcivescovo Harry Flynn che si stava avvicinando l'età di pensionamento obbligatoria di 75 anni. Entrambi i suoi genitori sono morti a sei settimane l'uno dall'altro nell'inverno del 2007.
Al momento del pensionamento di Flynn, avvenuto in data 2 maggio 2008, Nienstedt gli è succeduto automaticamente come ottavo arcivescovo. Il 29 giugno ha ricevuto dal papa il pallio di metropolita nella basilica di San Pietro in Vaticano. Poco dopo essere diventato arcivescovo, ha interrotto il gay pride di preghiera che si stava tenendo nella chiesa di Santa Giovanna d'Arco a Minneapolis. In precedenza aveva descritto l'omosessualità come una "conseguenza di traumi psicologici che deve essere intesa nel contesto di altre patologie umane: invidia, cattiveria, avidità, ecc". Ha rifiutato numerosi inviti alla convention repubblicana del 2008 che era in programma a Saint Paul. Nel corso della elezioni presidenziali del 2008, ha criticato il presidente della Camera Nancy Pelosi per il suo "errore di interpretazione sulla questione di quando inizia la vita", aggiungendo che "le sue osservazioni sottolineano ancora una volta la necessità per i cattolici, e soprattutto per i politici cattolici, di formare le loro coscienze secondo le verità morali insegnati dalla Chiesa cattolica". Egli ha anche criticato il Freedom of Choice Act (la legge che impedisce agli enti federali, statali o di governo locale di negare o interferire con il diritto delle donne a praticare l'aborto) dicendo: "È difficile immaginare un pezzo più radicale nella legislazione pro-aborto".

#### Pianificazione strategica
Nell'ottobre 2010 Nienstedt ha annunciato un piano strategico che prevedeva l'accorpamento di ventuno parrocchie in quattordici parrocchie vicine. È stato però messo in atto un processo di appello che ha incluso anche un ricorso presso la Santa Sede. Tutti i reclami sono stati presentati nel corso dai primi mesi del 2012. Le decisioni riguardanti la fusione di strutture e altre proprietà delle parrocchie sono fatte dai leader locali di concerto con l'arcivescovo e il consiglio presbiterale, un organo di rappresentanza dei sacerdoti. L'effetto netto delle variazioni delle strutturali parrocchiali, dopo l'esecuzione di tutte le fusioni annunciate nel 2010, così come delle due fusioni annunciate a seguito di richieste parrocchiali nel giugno 2012 e quello di fusione che hanno avuto luogo al di fuori del piano nel 2011, è la sopravvivenza di 188 parrocchie nel luglio 2013 rispetto alle 213 dell'ottobre 2010. Gli accorpamenti hanno coinvolto parrocchie in tutte le zone dell'arcidiocesi, sia rurali ed extraurbane che urbane e suburbane.

#### Emendamento sul matrimonio
Nell'ottobre del 2012, Nienstedt utilizzato più di 600000 dollari dell'arcidiocesi sollecitando un "sì" sul Minnesota Amendment 1, che avrebbe vietato il matrimonio omosessuale nello Stato. I cittadini hanno respinto l'emendamento alle urne il 6 novembre 2012 con cinque punti percentuali di stacco.
Nella seguente sessione legislativa, nonostante l'energica obiezione arcivescovile, i senatori dello Stato Scott Dibble e Karen Clark hanno avanzato una proposta di legge per legalizzare il matrimonio tra persone dello stesso sesso in Minnesota. I membri della Camera dei Rappresentanti hanno votato 75 a 59 per consentire il matrimonio omosessuale. Pochi giorni dopo, anche il Senato statale ha esaminato la legge. Quest'organo ha votato 37 a 30 a favore della legalizzazione del matrimonio omosessuale nello Stato. Il 14 maggio 2013 di fronte ad una folla di settemila persone sul Capitol Mall a Saint Paul, il governatore Mark Dayton ha firmato la legge, rendendo il Minnesota il dodicesimo Stato ad aver approvato il matrimonio omosessuale.

#### Dottrina cattolica
L'arcivescovo sostiene la dottrina cattolica del sacramento del Santo matrimonio. Egli ha dichiarato che Satana è dietro la sodomia, l'aborto, la contraccezione, la pornografia e la ridefinizione del matrimonio. Si oppone alla ricerca sulle cellule staminali che coinvolge linee di cellule staminali embrionali umane scartate.

#### Accuse di abusi
Il 17 dicembre 2013 l'arcidiocesi ha annunciato che Nienstedt "si è volontariamente fatto da parte da ogni ministero pubblico" mentre la polizia stava indagando sull'accusa a lui rivolta di aver toccato un ragazzo sulle natiche. Nienstedt ha sostenuto con insistenza che tale accusa contro di lui è "assolutamente e completamente falsa". L'11 marzo 2014 è tornato al ministero pubblico dopo che un'indagine da parte delle autorità civili non è riuscita a trovare alcuna prova contro di lui.

#### Presunta cattiva condotta sessuale
Nel luglio 2014, è stato annunciato che Nienstedt era sotto indagine non penale per "cattiva condotta sessuale con gli uomini". Ha commentato dicendo: "Non ho mai avuto una cattiva condotta sessuale e di certo non hanno fatto alcuna avance sessuale verso nessuno... Le accuse non riguardavano minori o fedeli laici e non implicavano alcun tipo di comportamento illegale o criminale".

#### Manipolazione di accuse di abusi sessuali ai sacerdoti
L'arcivescovo è stato criticato anche per il modo in cui "la sua diocesi ha affrontato i sacerdoti abusatori". Nienstedt ha risposto nell'estate del 2014, scrivendo in una pubblicazione diocesana che: "Anche se è molto chiaro che noi non gestiamo tutti i reclami come in passato, non ho mai deliberatamente coperto abusi sessuali del clero e prometto di fare cambiamenti".
Sei sacerdoti hanno pubblicamente criticato la gestione delle cause fatta dell'arcivescovo; alcuni hanno invocato le sue dimissioni. Nienstedt ha detto che l'unico modo per farlo dimettere sarebbe stata un'azione del nunzio apostolico.
Nel 2014 ha testimoniato sotto giuramento circa la sua conoscenza di preti accusati di abusi sessuali su minori. Nella deposizione del 2 aprile 2014 ha affermato che non aveva conosciuto fino al marzo 2014 che il reverendo Kenneth Lavan, un prete accusato nel 1980 di violenza sessuale di almeno un adolescente e sfruttamento sessuale di parecchie donne, era ancora attivo nel ministero in violazione della politica ecclesiastica. I documenti pubblicati nell'agosto del 2014 come parte di una causa contro l'arcidiocesi hanno mostrato che l'arcivescovo ha ricevuto aggiornamenti su Lavan e approvato il suo lavoro nelle parrocchie il 15 agosto 2013. I documenti indicano anche che Nienstedt aveva recentemente trascorso del tempo con Lavan, nel giugno 2013. Nienstedt ha anche testimoniato sotto giuramento che aveva appreso per la prima volta della condanna penale del reverendo Gilbert Gustafson, un prete arcidiocesano, "negli ultimi sei mesi", e ha sostenuto di conoscere poco Gustafson. I documenti in seguito rilasciati dalla Minnesota Public Radio nell'ottobre 2014 dimostrano che Nienstedt nel 2008 era stato informato per lettera dal direttore di un coro parrocchiale delle precedenti condanne penali di Gustafson per violenza sessuale su ragazzi e che l'arcivescovo aveva risposto alle lettere.

### Dimissioni
Il 15 giugno 2015 il Vaticano ha annunciato che papa Francesco aveva accettato le dimissioni di Nienstedt e quelle del vescovo ausiliare Lee Anthony Piché, citando il canone del diritto canonico che permette a un vescovo di dimettersi quando qualche "grave causa rende impossibile a continuare a svolgere le sue funzioni". Nienstedt ha rilasciato una dichiarazione in cui affermava di essersi dimesso "con la coscienza pulita, sapendo che la mia squadra ed io abbiamo messo in atto protocolli solidi per garantire la protezione dei minori e degli adulti vulnerabili". Il papa ha nominato Bernard Anthony Hebda, arcivescovo coadiutore di Newark, amministratore apostolico. Hebda è stato nominato arcivescovo di Saint Paul e Minneapolis il 24 marzo 2016 ed ha preso possesso della sede il 13 maggio successivo. Le dimissioni hanno seguito l'annuncio che il procuratore del Minnesota stava preparando accuse penali e l'avvio di una causa civile contro l'arcidiocesi per non aver protetto i bambini dagli abusi sessuali.

### Dopo le dimissioni
Dopo le dimissioni, Nienstedt è tornato in Michigan, dove possiede una casa sul lago Huron. Ha poi lavorato per breve tempo come sacerdote sostituto nella diocesi di Kalamazoo. Nel bollettino del 10 febbraio 2016 infatti, il parroco di San Filippo Neri padre John Fleckenstein, ha annunciato che Nienstedt, suo vecchio amico, lo avrebbe assistito nella gestione della parrocchia essendo stato recentemente nominato vicario episcopale per l'educazione ed avendo qualche problema di salute. Fleckenstein ha aggiunto che l'arcivescovo avrebbe celebrato la messa alcuni fine settimana e nei giorni feriali in chiesa e in una casa di cura locale e visitato i malati e gli anziani costretti a casa. Nienstedt avrebbe anche mantenuto un ufficio in parrocchia risiedendo però nella St. Clare House, nella chiesa cattolica di San Giuseppe a Kalamazoo. La diocesi di Kalamazoo in una dichiarazione ha affermato che Nienstedt era il benvenuto nella diocesi, pur ribadendo l'impegno di "fornire un ambiente sicuro per tutte le persone". Nonostante ciò, ha dovuto rinunciare all'incarico dopo una sola settimana a causa delle obiezioni dei parrocchiani di Battle Creek. Nello stesso anno si è trasferito a Napa Valley, in California.
Nel luglio del 2016, sono stati pubblicati i documenti relativi alle indagini su di lui. Egli mantiene il suo status di arcivescovo.

## Genealogia episcopale e successione apostolica
La genealogia episcopale è:
- Cardinal Scipione Rebiba
- Cardinale Giulio Antonio Santori
- Cardinale Girolamo Bernerio, O.P.
- Arcivescovo Galeazzo Sanvitale
- Cardinale Ludovico Ludovisi
- Cardinale Luigi Caetani
- Cardinale Ulderico Carpegna
- Cardinale Paluzzo Paluzzi Altieri degli Albertoni
- Papa Benedetto XIII
- Papa Benedetto XIV
- Papa Clemente XIII
- Cardinale Marcantonio Colonna
- Cardinale Giacinto Sigismondo Gerdil, B.
- Cardinale Giulio Maria della Somaglia
- Cardinale Carlo Odescalchi, S.I.
- Cardinale Costantino Patrizi Naro
- Cardinale Lucido Maria Parocchi
- Papa Pio X
- Cardinale Gaetano De Lai
- Cardinale Raffaele Carlo Rossi, O.C.D.
- Cardinale Amleto Giovanni Cicognani
- Cardinale Pio Laghi
- Cardinale Adam Joseph Maida
- Arcivescovo John Clayton Nienstedt

La successione apostolica è:
- Vescovo John Marvin LeVoir (2008)
- Vescovo Lee Anthony Piché (2009)
- Vescovo Paul David Sirba (2009)
- Vescovo Robert Dwayne Gruss (2011)
- Vescovo David Dennis Kagan (2011)
- Vescovo John Thomas Folda (2013)
- Vescovo Andrew Harmon Cozzens (2013)